# Oscar ermite
Oscar ermite est un film muet français réalisé par Louis Feuillade et sorti en 1913.

## Fiche technique
- Réalisation : Louis Feuillade
- Société de production : Société des Établissements L. Gaumont
- Société de distribution : Comptoir Ciné-Location
- Format : Noir et blanc — 35 mm — 1,33:1 — Muet
- Genre : Comédie
- Dates de sortie : 
  - France : 5 septembre 1913

## Distribution
- Léon Lorin : Oscar